# Archetypomys
Archetypomys — вимерлий рід гризунів раннього еоцену та єдиний представник родини Archetypomyidae. Єдиний вид, Archetypomys erlianensis, був описаний у Внутрішній Монголії. Archetypomys був дуже маленьким гризуном, проміжним за морфологією між основними гризунами родини Alagomyidae та більш розвиненими гризунами (Meng et al., 2007).